# Twilight (電気グルーヴ×スチャダラパーの曲)
「Twilight 」（トワイライト）は、日本の音楽グループである電気グルーヴ×スチャダラパーのシングル。
2005年4月27日にキューンレコードよりリリースされた。

## 内容
合体ユニット「電気グルーヴ×スチャダラパー」としての1枚目のシングル。J-WAVEの2005春のキャンペーンソング。ジャケットのデザインは砂原良徳が担当した。MCボーズのコメントによれば、本タイトル曲は石野と砂原の久々のスタジオセッションから生まれたトラックを基に、電気とスチャダラのメンバーで肉付けして完成したものだという。

## 収録曲
全作詞・作曲：電気グルーヴ×スチャダラパー
1. Twilight
2. Twilight (DIY Mix)
3. Twilight (Portament Mix)
4. Twilight (KARAOKE)